# NGC 560
NGC 560 је лентикуларна галаксија у сазвежђу Кит која се налази на NGC листи објеката дубоког неба.
Деклинација објекта је - 1° 54' 45" а ректасцензија 1h 27m 25,3s. Привидна величина (магнитуда) објекта NGC 560 износи 12,9 а фотографска магнитуда 13,9. NGC 560 је још познат и под ознакама UGC 1036, MCG 0-4-151, CGCG 385-145, DRCG 7-4, PGC 5430.